# Xã Culver, Quận St. Louis, Minnesota
Xã Culver (tiếng Anh: Culver Township) là một xã thuộc quận St. Louis, tiểu bang Minnesota, Hoa Kỳ. Năm 2010, dân số của xã này là 294 người.